# Гуща (Ковельський район)
Гу́ща (пол. Huszcza) — село в Україні, у Рівненській сільській громаді Ковельського району Волинської області. Населення становить 945 осіб.

## Географія
На південно-західній околиці села річка Попова впадає у Західний Буг.
Село розташоване на правому березі річки Західний Буг, за 22 кілометри на північний захід від Любомля і за 15 кілометрів від залізничної станції Ягодин; до автостради Київ — Варшава — 11 кілометрів.

## Історія
Вперше згадується в літописах 1442 року. Історія села розповідає, що перші люди жили тут ще в ІУ-ІІ столітті до нашої ери. Доказом цього є розкопки, які проводились в 1967 році в урочищі «Додатки», яке розташоване на південь від села в заплаві річки Західний Буг, де було знайдено стародавній могильник, поховання предків. На околицях села знайдено знаряддя праці доби неоліту, яким більше трьох тисяч років. Це кам'яні сокири, скребки, рубила. На південь від села, у заплаві річки Західний Буг, знаходиться урочище «Городище» — бойове укріплення і поселення ХІ століття. Місцеві жителі сплавляли ліс по річці Буг, продавали мед, виготовляли гончарні вироби.
З 1915 по 1918 рр. село було під Австро-Угорщиною, з 1918 по 1939 роки — під Польщею. У селі діяла підпільна організація, боїв самооборони ОУН (1928—1945). За часів німецько-радянської війни брали участь в радянській діючій армії — 280 осіб, 185 з яких мають бойові нагороди. Загинуло на фронті — 70 односельчан. Потім були важкі воєнні та повоєнні роки, які забрали життя багатьох жителів Гущі, дві особи брала участь в афганській війні — Максимук В. М. Стець В. М.
У 1940 році — організована артіль ім. Сталіна на чолі з Пашинським М. Ф.; з 1947 — колгосп ім. Сталіна, голова Олех А. Г.
З 1952р — колгосп «Світанок» (голова Швець В. М.). У 70-х роках 20-го сторіччя, це було одне з передових господарств району. Після ліквідації колгоспу (1994) у селі створене ТзОВ «Світанок» (голова Міщук В. І.).
У 1967 році в селі споруджено пам'ятник полеглим односельчанам у німецько-радянській війні 1941—1945 років. У 1996 році в селі побудована Свято-Преображенська церква, яка 21.05.2023 року за рішенням більшості прихожан і патріотично налаштованих мешканців села відійшла від проросійських засад УПЦ московського патріархату до Православної Церкви України.
До 18 липня 2017 року — адміністративний центр Гущанської сільської ради Любомльського району Волинської області.

## Транспорт
Гуща має пряме сполучення з обласним центром - Луцьком.[джерело?]

## Населення
Згідно з переписом УРСР 1989 року чисельність наявного населення села становила 1003 особи, з яких 468 чоловіків та 535 жінок.
За переписом населення України 2001 року в селі мешкало 947 осіб.

### Мова
Розподіл населення за рідною мовою за даними перепису 2001 року:
| Мова       | Відсоток |
| ---------- | -------- |
| українська | 99,89 %  |
| російська  | 0,11 %   |